# Grotte à la peinture

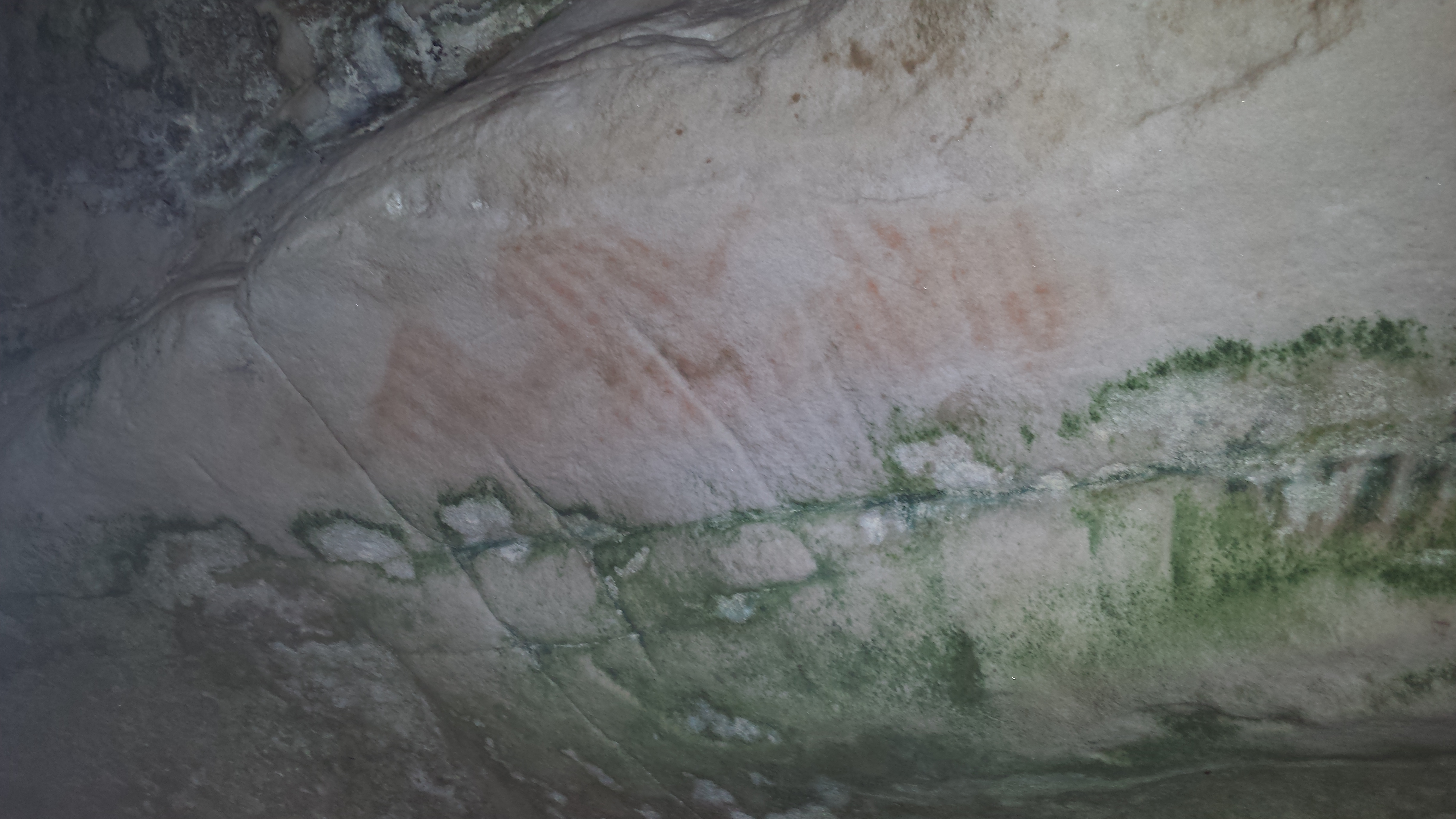
Peinture sur le plafond de la grotte : probablement des traits digitaux

La grotte à la Peinture est un site d'art rupestre situé sur le territoire de la commune de Larchant, dans la région de Fontainebleau, en Seine-et-Marne. C'est un exemple notable d'art rupestre dit « de Fontainebleau », généralement daté du Mésolithique.

## Historique
Découverte en 1959, la grotte à la Peinture a été fouillée au début des années 1980 par l'équipe de Jacques Hinout. Son nom « grotte à la Peinture » provient de la présence des traces de couleur ocre relevées sur le plafond de la grotte.

## Description
On y trouve surtout de nombreuses gravures de sillons, de marelles, de quadrillages, d'arboriformes et quelques graffitis de l'ère historique.

## Datation
Les gravures et peintures les plus anciennes datent probablement du Mésolithique. Dans la forêt de Fontainebleau et ses alentours, on trouve souvent des microlithes du Mésolithique dans ou près de cavités de grès comportant des gravures, comme celles qui environnent le camp de Chailly. Cette relation de proximité a conduit à penser que certaines de ces gravures pouvaient remonter à cette époque et dateraient donc de 9700 à 5000 av. J.-C. Dans la grotte à la Peinture, un bloc de grès présentant des sillons gravés et un monolithe entièrement gravé, apparemment détachés de la paroi, reposaient en milieu mésolithique clos, où furent retrouvés des restes d’activités humaines (silex, ossements, foyers), ce qui renforce sensiblement cette datation.
Une telle attribution chronologique est également probable pour les gravures d'autres grottes de la région faites de sillons parallèles ou en faisceaux, de grilles et quelquefois de cervidés schématiques.

## Galerie

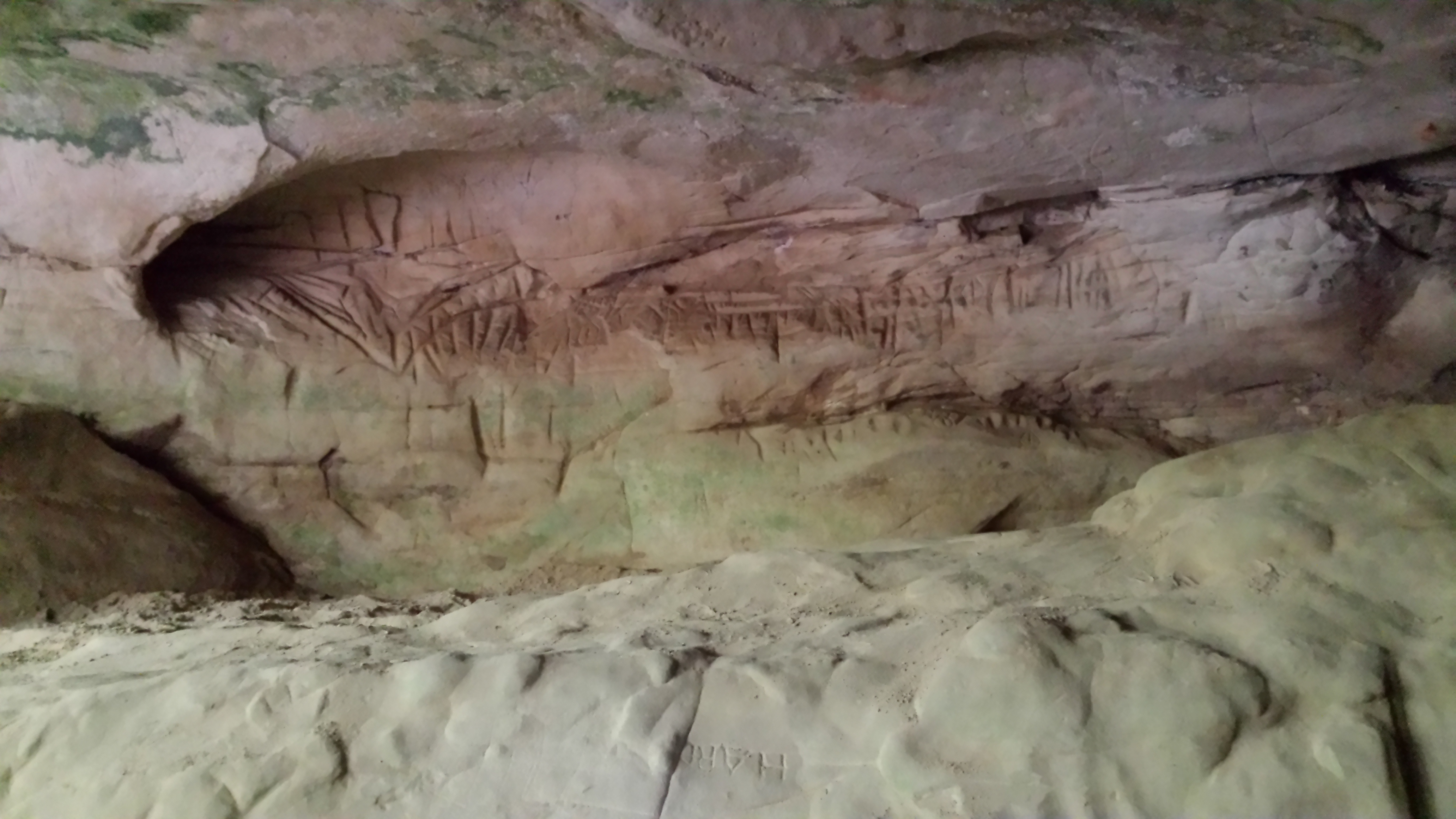
Ensemble de sillons et quadrillages gravés
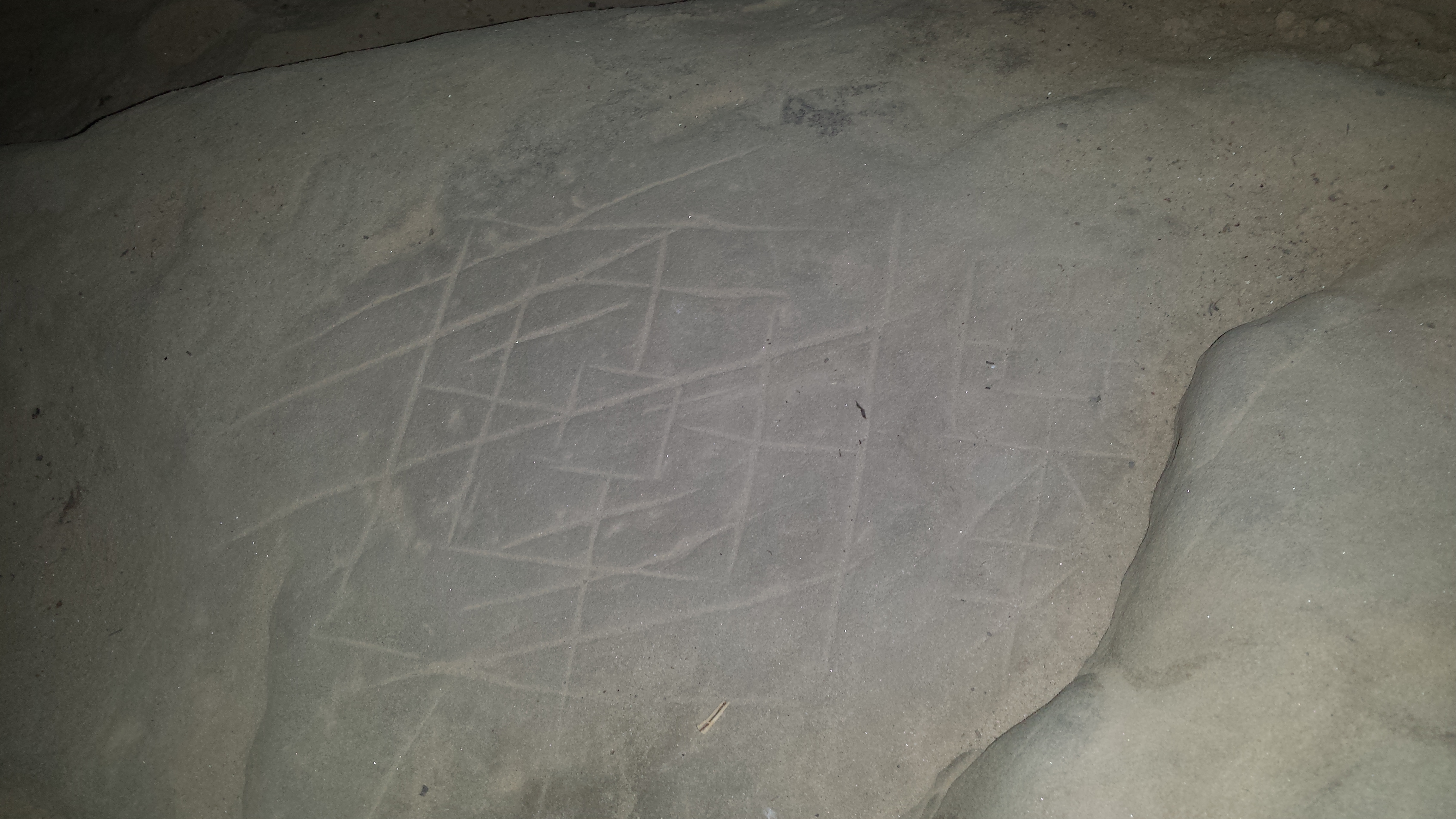
Exemple d'un jeu de marelle à neuf pions ("triple enceinte")
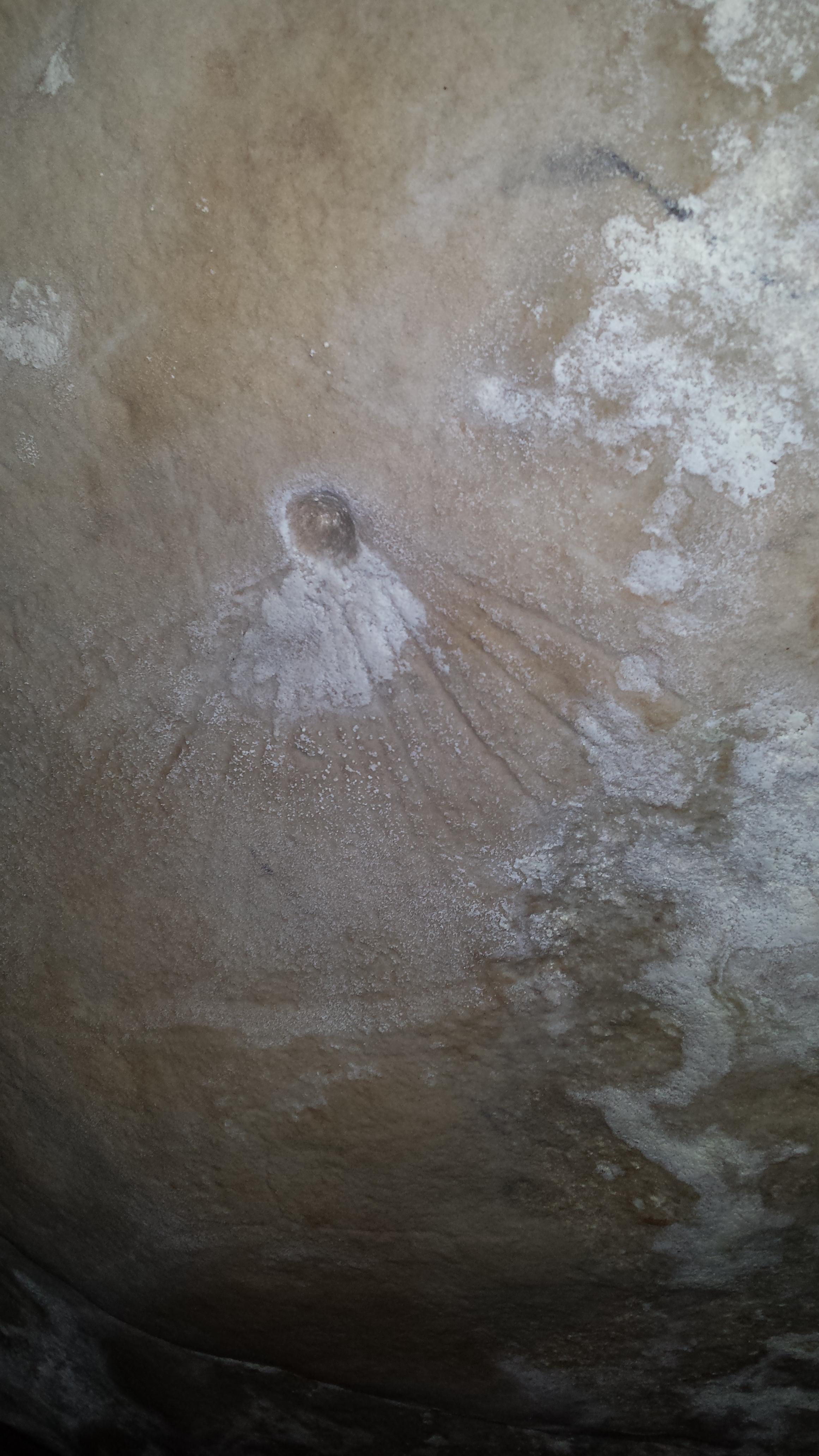
Possible représentation du soleil
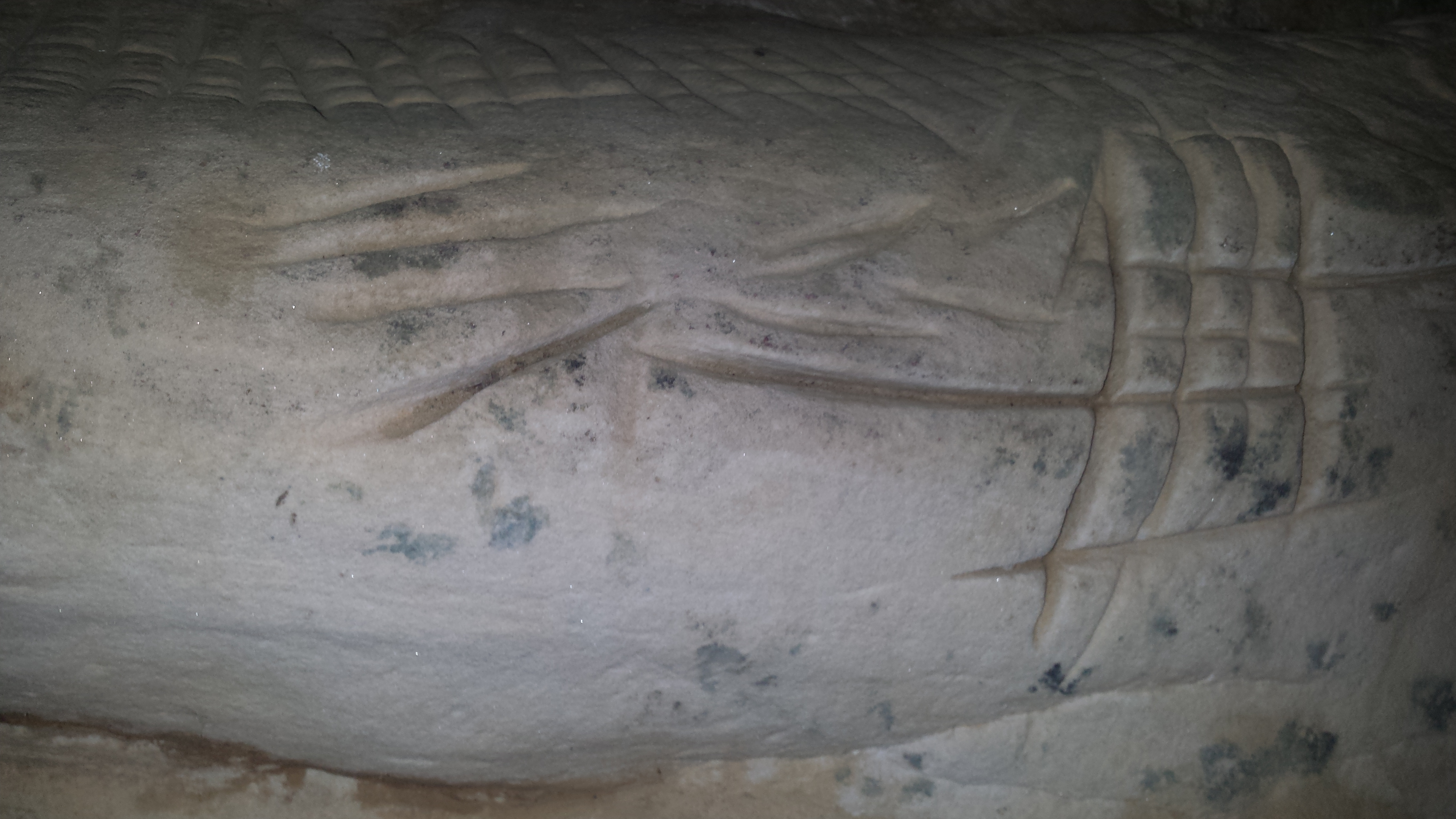
Détail d'une gravure